# Чеславський Володимир Едвардович
Володимир Едвардович Чеславський (20 вересня 1976, с. Голотки, нині Україна — 26 січня 2015, с. Трипілля, Донецька область, Україна) — український військовослужбовець, старшина 26 АБр Збройних сил України, учасник російсько-української війни. Почесний громадянин Тернопільської області (2022, посмертно).

## Життєпис
Володимир Чеславський народився 20 вересня 1976 року у селі Голотках, нині Скориківської громади Тернопільського району Тернопільської области України.
Працював водієм у колгоспі. На фронт пішов добровольцем. Загинув 26 січня 2015 року під час виконання бойового завдання поблизу с. Трипілля, що на Донеччині. Похований в родинному селі.
Залишились мати та сестра.

## Нагороди
- почесний громадянин Тернопільської області (26 серпня 2022, посмертно)[1].